# Trabant P50
Trabant P50 è il nome con cui viene normalmente indicata la prima generazione della Trabant, prodotta tra il 1957 ed il 1958 dalla AWZ e dal 1958 al 1962 dalla Sachsenring, due costruttori della Repubblica Democratica Tedesca.

## Storia e profilo

### Il contesto storico
La genesi della Trabant P50 si intreccia saldamente con la genesi della AWZ P70 per via del particolare contesto storico, politico, sociale ed economico vissuto nel primo decennio del secondo dopoguerra. La neonata DDR era governata in ogni aspetto dal SED, che decideva le strategie da attuare in campo economico, politico ed anche industriale. Proprio sotto quest'ultimo punto di vista, fu deciso di togliere di produzione al più presto l'ormai vetusta IFA F8, praticamente un clone delle DKW F8 d'anteguerra. L'industria automobilistica tedesco orientale, durante la prima metà degli anni '50 consisteva praticamente in un unico conglomerato, denominato Industrieverband Fahrzeugbau (IFA), costituito da diverse aziende nate con l'espropriazione e la nazionalizzazione forzata dei vecchi impianti pre-bellici ubicati in Sassonia e in Turingia. La IFA F8 era prodotta in quegli anni nell'ex-stabilimento Audi di Zwickau, assieme alla "sorella maggiore", la F9. Anche il direttivo della ex-fabbrica Audi, ora denominata VEB Kraftfahrzeugwerk Audi (utilizzando quindi in maniera abusiva il marchio Audi), aveva cominciato da tempo a pensare ad un modello che sostituisse la F8, ben cosciente di quanto il modello in produzione fosse obsoleto. Ma mancavano le idee e soprattutto i mezzi, non solo a livello di fondi, ma anche a livello di materie prime: l'embargo imposto dai Paesi del blocco occidentale impedì l'approvvigionamento di acciaio per le lamiere. Ma la IFA possedeva anche un proprio centro di Ricerca e Sviluppo (Foreschung- und Entwicklungswerk, abbreviato in FEW) con sede a Karl-Marx-Stadt, l'attuale Chemnitz, dove prima della guerra era presente un altro stabilimento DKW. La FEW si era già mossa per tempo cominciando tra l'altro a studiare e a sperimentare i possibili utilizzi della plastica anche in ambito automobilistico, ed in particolare per i pannelli carrozzeria. Già prima del conflitto l'Auto Union aveva preso ad effettuare tali studi: la corsa agli armamenti intrapresa dall'allora vigente regime nazista ed il conseguente approvvigionamento delle riserve di acciaio, portarono i vertici Auto Union a pensare a materiali alternativi con cui proseguire la produzione automobilistica. Questi studi furono interrotti dallo scoppio della Seconda Guerra Mondiale, ma furono ripresi dall'IFA poco dopo la fine del conflitto presso l'ex-stabilimento Auto Union di Chemnitz. Il 1º maggio 1951 fu realizzato un prototipo sperimentale di F8 che utilizzava componenti in plastica per la maggior parte della sua carrozzeria. In seguito, vennero apportate migliorie sia al materiale in sé, sia ai metodi per la sua produzione, che divenne più economica. Finalmente, nel 1953 fu brevettato il nuovo materiale, chiamato Duroplast. Ma nel frattempo la FEW aveva anche realizzato un primo prototipo di piccola vettura con carrozzeria giardinetta, prototipo siglato UR-P50, che avrebbe potuto prefigurare la futura utilitaria. Un altro prototipo, realizzato nello stesso periodo, fu invece una piccola berlina che prefigurò la futura Trabant P50. Le due proposte furono scartate in primis perché i prototipi erano dotati di pannelli carrozzeria in lamiera di acciaio e poi perché non convinse appieno per l'abitabilità interna. Ma a titolo di curiosità, il prototipo UR-P50 prefigurò invece la futura P70 quasi completamente. Questo fu uno degli aspetti che dimostrano lo stretto legame fra P50 e P70. Il fatto di aver scartato i due prototipi costrinse però i progettisti a ricominciare daccapo. 

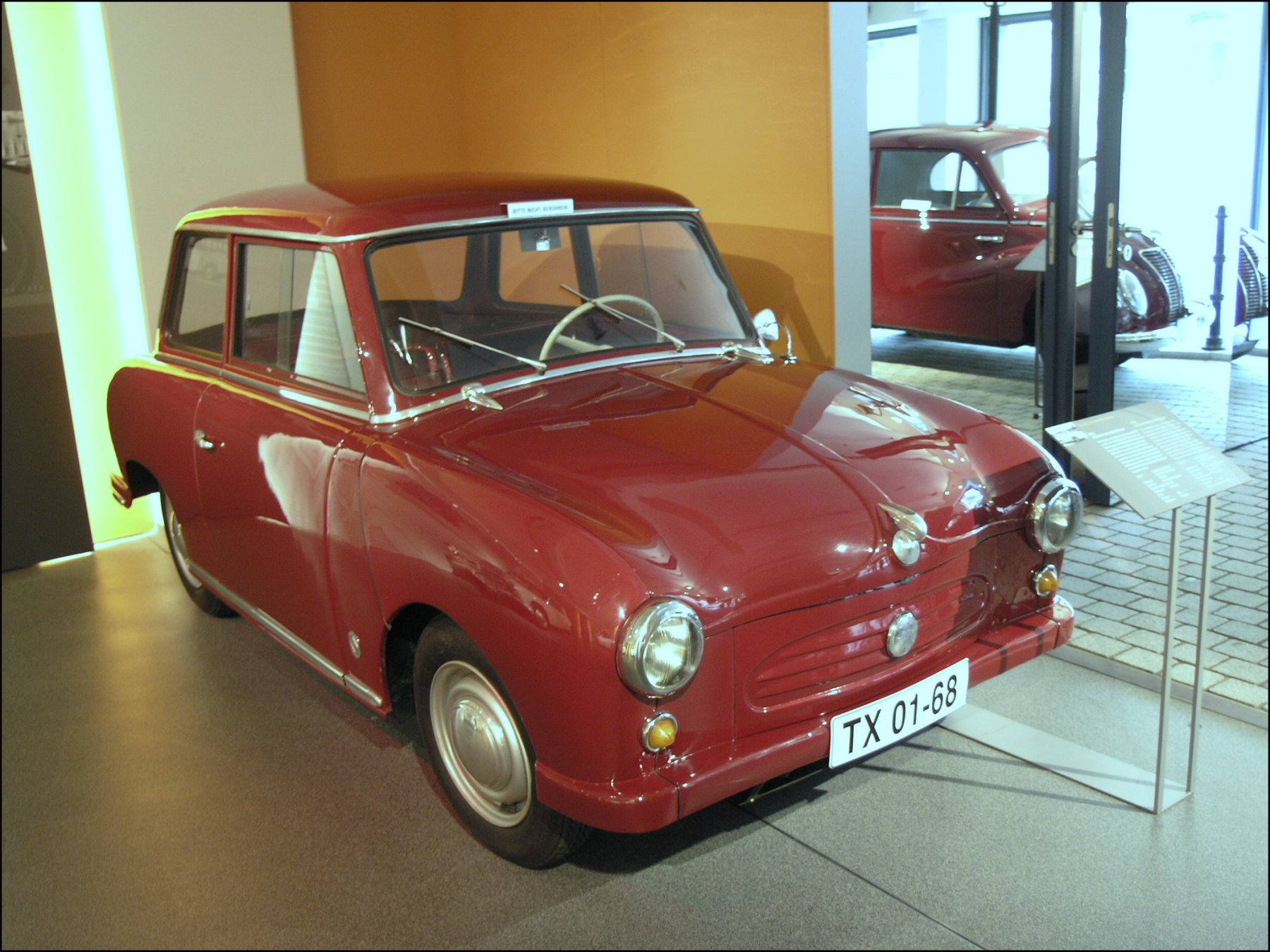
Il prototipo di piccola berlina destinato in seguito ad evolversi nella P50 definitiva

Ma fu solo il 14 gennaio 1954 che si ebbe una svolta in mezzo a questa marea di incertezze e idee vaghe, e precisamente quando il governo della DDR inviò una circolare contenente le specifiche relative al nuovo modello che aveva in mente. Ma tali specifiche imposte dal governo tedesco orientale furono talmente restrittive e lontane dalla realtà da costringere il direttivo delle fabbriche coinvolte (Audi e FEW) a rivedere in maniera sostanziale alcuni punti. Le direttive imposte dal governo della DDR furono le seguenti:
- auto di piccola taglia con due posti più due di fortuna;
- peso a vuoto della vettura, 600 kg al massimo;
- velocità massima di 80 km/h;
- consumo medio di 5.5 litri ogni 100 km;
- produzione annuale pari a 12.000 esemplari;
- prezzo di vendita pari a 4.000 DDM;
- carrozzeria in plastica;
- lancio del modello entro 18 mesi.

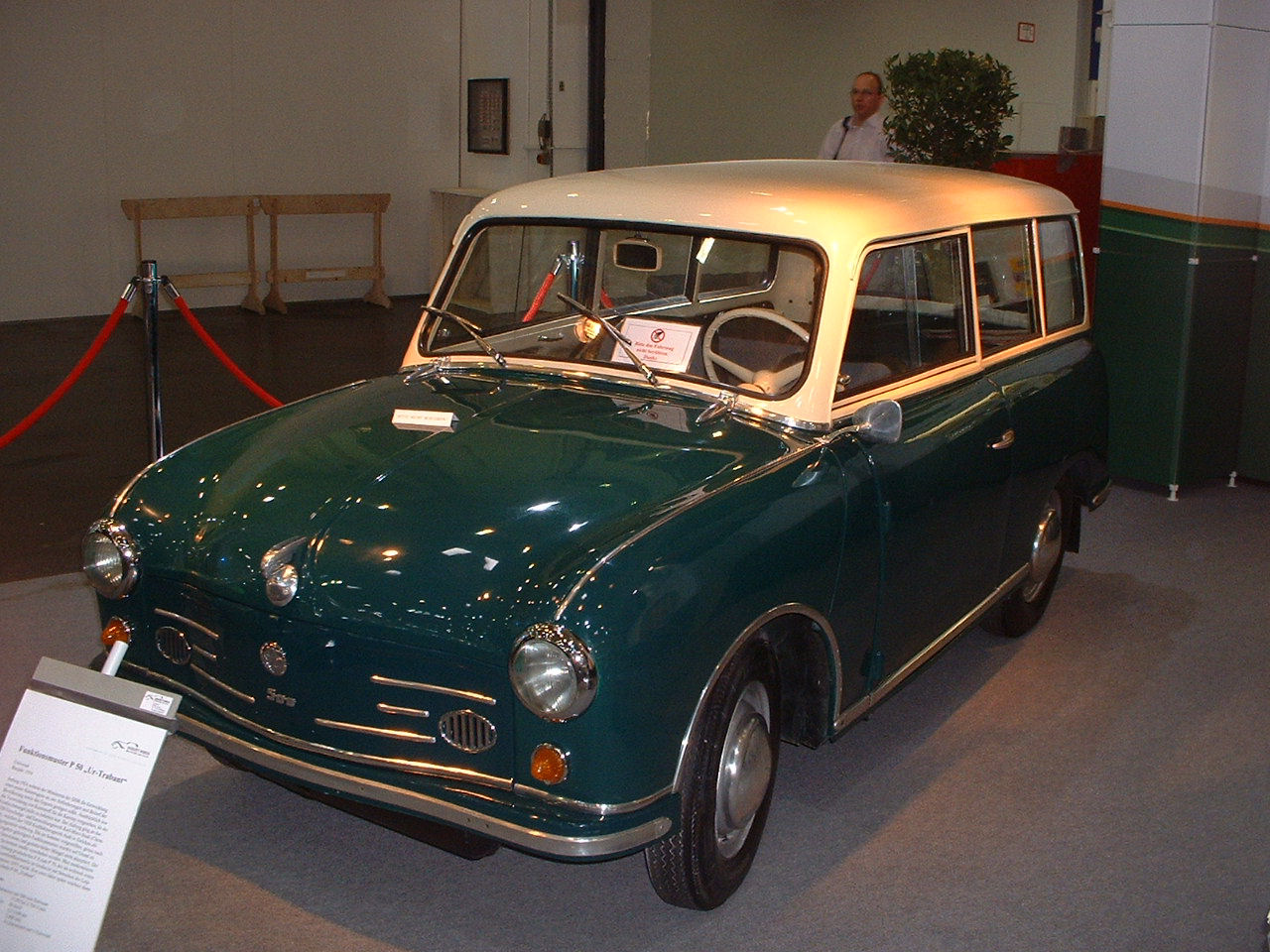
Il prototipo UR-P50 che prefigura la P70 in versione giardinetta

Tali direttive fecero letteralmente infuriare il direttivo dell'ex-fabbrica Audi e quello del FEW: già il solo prezzo di vendita imposto era irreale in quanto corrispondente alla metà del prezzo di vendita di una F8. Inoltre, le tempistiche imposte per lo sviluppo del modello furono talmente ridicole che alla fine si decise che per risparmiare tempo e denaro, la vettura non avrebbe potuto assolutamente essere di nuova progettazione, ma anzi avrebbe dovuto mantenere la stessa meccanica della F8, alla quale sarebbero state apportate solo modifiche accessorie. Pertanto si scelse di utilizzare lo stesso telaio, le sospensioni, i freni, il motore ed il cambio della vettura DKW prodotta nei tardi anni '30. Naturalmente, tale decisione sarebbe stata mantenuta segreta: nessun membro del governo tedesco orientale avrebbe dovuto venirne a conoscenza. Queste soluzioni, tuttavia, si rivelarono insufficienti a far sviluppare una vettura in 18 mesi. Di nuovo nello sconforto, i progettisti e responsabili del FEW furono tranquillizzati da Werner Lang, il supervisore del progetto, che li esortò a non arrendersi. L'idea fu quella di partire dal prototipo UR-P50 per sviluppare un primo modello transitorio che sarebbe stato spacciato per la vettura definitiva, mentre la vera vettura che la FEW aveva in mente per le pretese del governo della DDR sarebbe stata approntata con più calma e lanciata a tempo debito. Mentre il modello transitorio sarebbe stato lanciato e commercializzato come AWZ P70, il modello definitivo quello che avrebbe meglio risposto alle specifiche imposte dal governo della DDR, sarebbe stato proprio la Trabant P50, la quale avrebbe dato inizio alla pluridecennale saga della popolare Trabant.

### Lo sviluppo del progettoP50

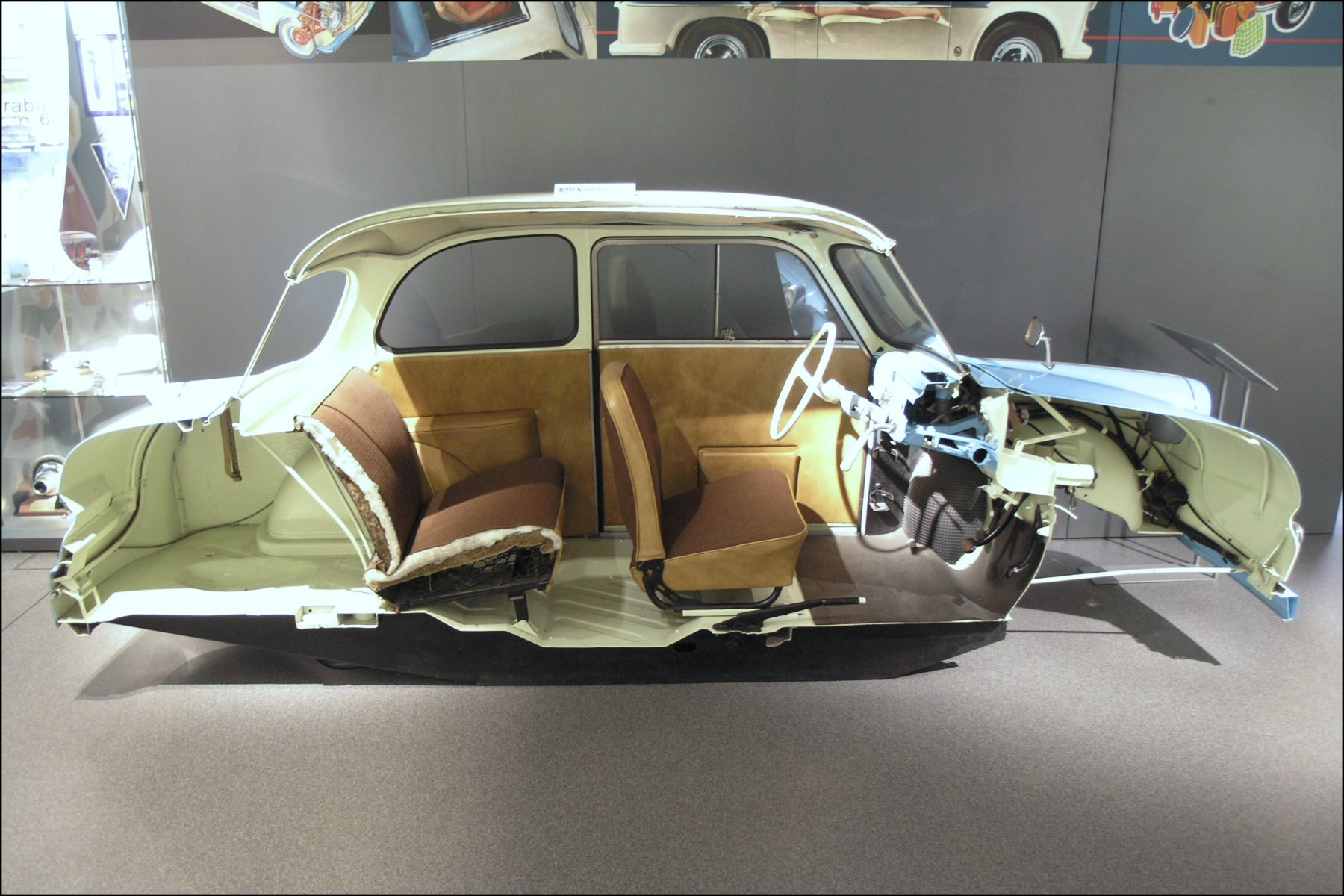
Spaccato di una Trabant P50

Una volta ben delineato il da farsi, durante le prime fasi del progetto P50 alcuni ingegneri del FEW furono inviati in Germania Occidentale per studiare alcuni modelli potenzialmente concorrenti che erano appena lanciati sul mercato. Fu il caso ad esempio della Lloyd Alexander, così simile alla futura Trabant per destinazione commerciale, per dimensioni ed anche come motorizzazione.
All'inizio del 1955 furono realizzati un paio di altri prototipi che, come nel caso del prototipo UR-P50 furono però ancora realizzati in lamiera su un'ossatura di legno. Non si trattava di ostinazione: la scelta della lamiera per la carrozzeria dei prototipi fu dettata da alcuni problemi incontrati in fase di realizzazione dei prototipi stessi. In pratica non si riusciva, data una struttura in acciaio, a trovare il modo di fissarvi i pannelli in plastica in maniera affidabile e soddisfacente. Il 1º settembre 1955 vi fu un evento, non direttamente collegato con lo sviluppo del progetto P50, ma comunque destinato ad influenzare le modalità della commercializzazione della futura utilitaria: la VEB Kraftfahrzeugwerk Audi cambiò la sua ragione sociale in VEB Automobilwerk Zwickau (AWZ). Fino alla fine del 1955 non si ebbero altri progressi o novità di sorta, benché si stesse comunque lavorando alacremente al progetto P50. Fu nel febbraio 1956 che al progetto P50 fu impressa un'accelerazione decisiva, grazie all'apporto di Wilhelm Orth, direttore del FEW, ex-dirigente della Auto Union e padre concettuale della P50, che delineò una volta per tutte i punti chiave attorno a cui sviluppare il progetto e cioè: conciliazione della struttura in acciaio con i pannelli in plastica, ridisegnamento della berlina a 4 posti definitiva, miglioramento degli interni, spostamento dei freni e adozione di nuovi ammortizzatori idraulici a doppio effetto.
Durante il 1956 furono approntati cinque prototipi sperimentali che vennero condotti in totale per 75.000 chilometri per dei test volti a valutare l'affidabilità della meccanica e del motore. Nel settembre dello stesso anno furono diffuse presso la stampa le prime foto di un prototipo quasi definitivo, denominato P50 II, con carrozzeria in plastica rinforzata con fibra di vetro, ma ancora realizzata a mano poiché gli stampi per i pannelli in plastica non erano ancora disponibili. Tale prototipo fu presentato ai membri del governo tedesco orientale il 23 ottobre, non prima che i responsabili di progetto avessero redatto un dettagliato dossier tecnico inviato alla rivista Kraftfahrzeug Technik, in modo da diffondere anche al grande pubblico le caratteristiche della vettura. Sempre nel corso del 1956 ebbero luogo anche lunghe ed impegnative trattative con le banche per ottenere i prestiti necessari per l'industrializzazione del progetto. Da qui nacque nel mese di novembre un contrasto tra la AWZ e il governo tedesco orientale che ritenne troppo onerosi i costi relativi alla messa in produzione della vettura. Gli esponenti politici proposero addirittura di interrompere il progetto P50 e di riproporre una versione aggiornata della F8. Naturalmente, dopo anni di lavoro spesi in progettazione, il direttivo della AWZ rifiutò seccamente.

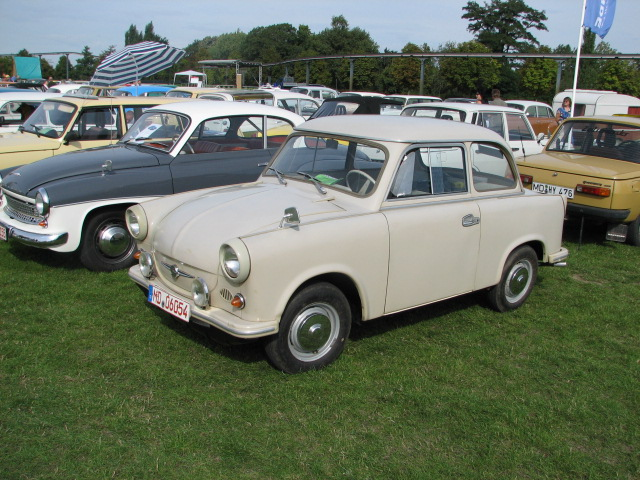
La Trabant P50 definitiva

La prima metà del 1957 fu prevalentemente caratterizzata da un clima di attesa in cui il pubblico non vedeva l'ora che la nuova vettura venisse lanciata. Dopo altri mesi di prove che rischiarono di guastare la pazienza dei potenziali acquirenti, ma anche quella del governo della DDR, il 7 novembre 1957 fu prodotto un primo lotto di 50 esemplari di preserie. Non fu casuale la scelta di fissare come inizio della produzione della P50 il quarantesimo anniversario della rivoluzione d'ottobre. Anche il governo sovietico stava seguendo con attenzione gli sviluppi del progetto P50. Non solo la scelta della data fu un omaggio ai veri padroni della DDR: anche la denominazione scelta per la piccola vettura richiamava in particolare una più recente impresa compiuta dall'URSS. Il nome Trabant significava infatti compagno di viaggio esattamente come il nome del satellite artificiale Sputnik 1, lanciato nello spazio dall'URSS appena un mese prima dell'avvio della produzione della preserie. Il marchio utilizzato per la Trabant fu inizialmente quello della AWZ, ma in generale il nome Trabant divenne da subito un'istituzione, a tal punto da mettere letteralmente in ombra sia il marchio iniziale dell'AWZ, sia il successivo marchio della Sachsenring, che di fatto vengono menzionati solo raramente.
Con la produzione dei 50 esemplari di preserie cominciò la carriera della Trabant P50 e più in generale si ebbe anche l'inizio della saga della Trabant.

#### Design interno ed esterno

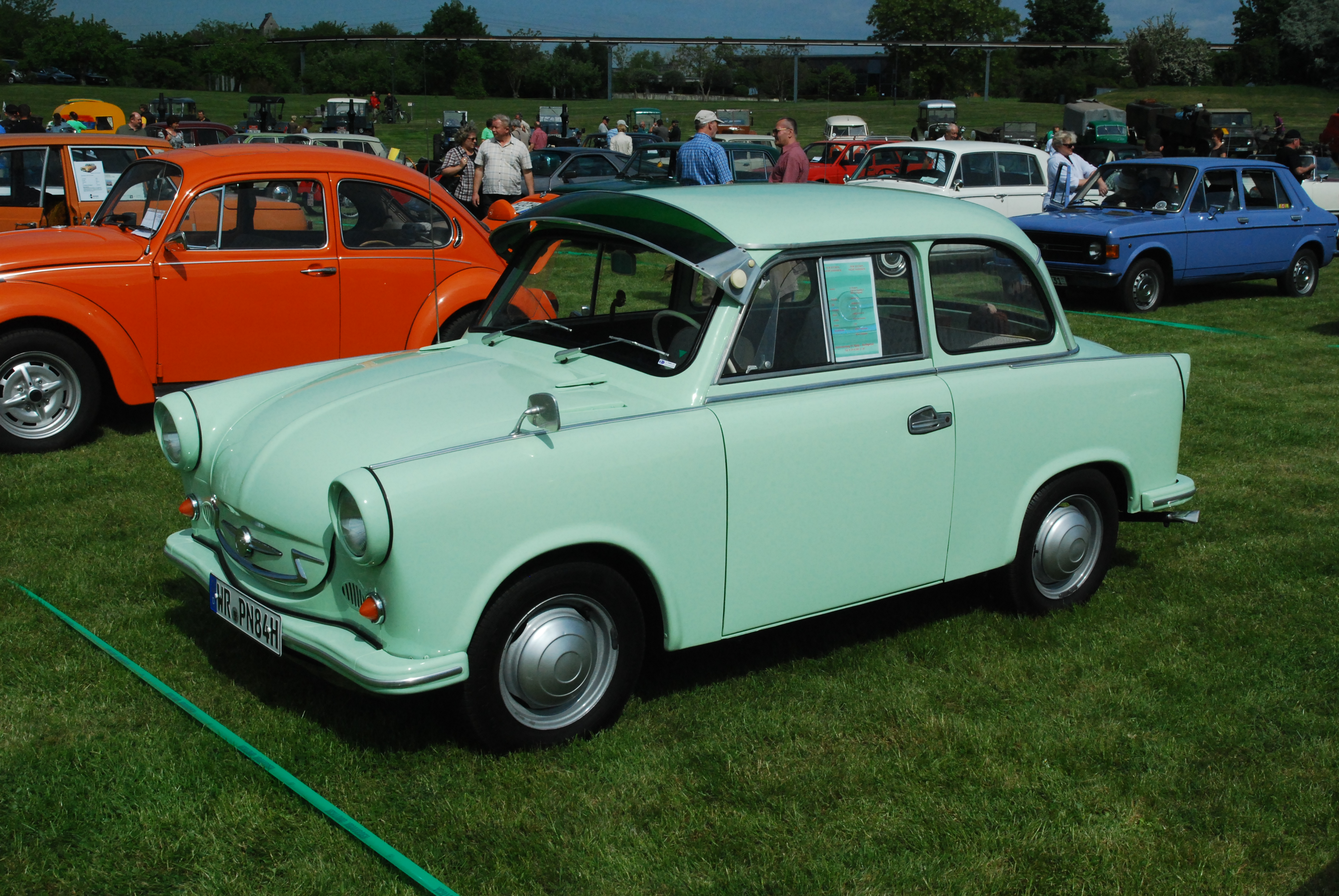

Dal punto di vista del design, il corpo vettura della P50 apparve più compatto ma anche più moderno della P70 che di lì ad alcuni mesi avrebbe sostituito. I 37 cm in meno in lunghezza furono compensati da caratteri estetici più in linea con le mode ed i gusti dei tardi anni '50. Essendo concepita privilegiando l'aspetto economico, sia per il costruttore che per l'acquirente, la P50 (come anche le sue eredi) era sprovvista di particolari slanci stilistici. Il frontale era caratterizzato da grossi proiettori tondi e da una mascherina semicircolare integrata nel cofano motore e recante lo stemma della AWZ, sotto al quale era posta una maniglia per facilitare l'apertura del vano motore. Il cofano motore era percorso da una nervatura centrale, mentre sotto ai proiettori erano posti gli indicatori di direzione, anch'essi di forma circolare, e due piccole prese d'aria. Lo specchietto retrovisore esterno era posto sopra il parafango sinistro, esattamente all'altezza del punto in cui terminava il paraurti anteriore. Lo sviluppo del compatto corpo vettura di tipo berlina a 2 porte e a 3 volumi era visibile chiaramente osservando la vettura di lato, dove anche qui regnava la semplicità, eccezion fatta per la coda, che già di lato lasciava vedere chiaramente le sue "pinne", tipiche di quegli anni e chiaramente ispirate alle mode statunitensi che comunque stavano estendendosi anche nel Vecchio Continente. Su tali pinne erano incastonati piccoli fari posteriori di forma appuntita, mentre sempre in coda era presente un paraurti spezzato in due parti.
L'abitacolo era relativamente spazioso, se rapportato ad un corpo vettura di appena 3,37 metri e con appena 2,02 metri di passo. L'abitabilità era per quattro persone. Il cruscotto era anch'esso di disegno semplice ed era composto da un tachimetro e da alcune spie ed interruttori di servizio. La leva del cambio era al volante, perciò non era presente alcun tunnel della trasmissione, ragion per cui lo spazio laterale a disposizione dei passeggeri risultava ottimizzato. L'equipaggiamento, pur scarno, della P50 comprendeva in ogni caso il riscaldamento. Il bagagliaio offriva una capacità di 360 litri.

#### Struttura, meccanica e motore

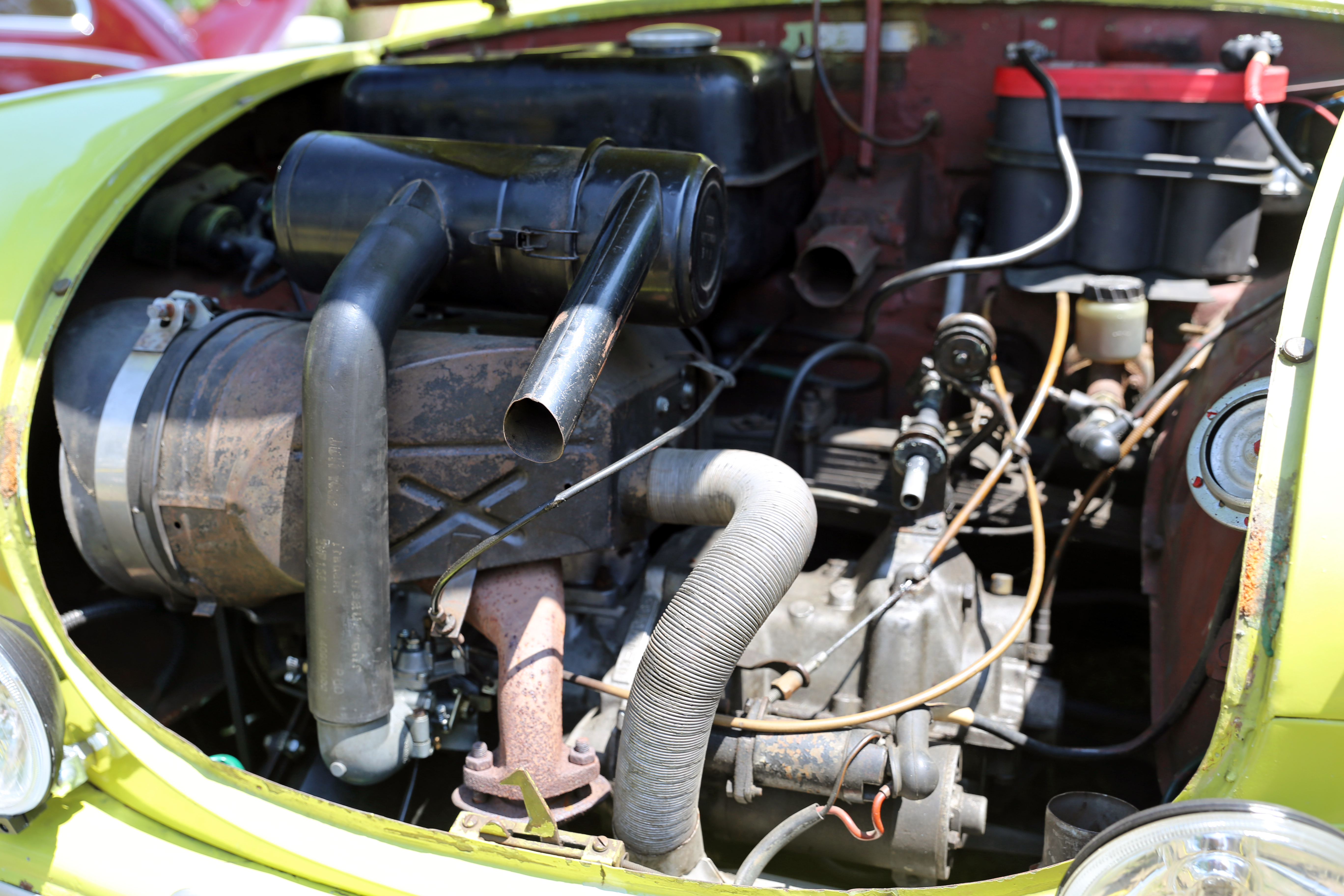
Il motore di una Trabant P50

Pur essendo stata progettata e sviluppata in economia, la P50 portò con sé anche alcune primizie sul piano tecnico: innanzitutto la struttura, per la prima volta in un'auto tedesco-orientale, fu del tipo a piattaforma. Si rinunciò quindi alla classica (e già allora superata) soluzione del telaio separato a longheroni e traverse. La piattaforma, che aveva il compito di alloggiare gli attacchi di sospensioni e freni, ma anche del cambio, doveva anche fare da base per la scocca vera e propria, sempre in acciaio, ed avvitata alla piattaforma stessa. Piattaforma e scocca andavano a formare un tutt'uno, tant'è che non è raro sentir parlare di scocca portante anche a proposito delle Trabant, anche se tecnicamente non è proprio esatto. Per contenere il peso, i pannelli carrozzeria da fissare alla scocca furono in materiale plastico, come già menzionato più volte.
La meccanica telaistica della P50 celava anch'essa una novità, e cioè le sospensioni a ruote indipendenti sui due assi (la P70 aveva ancora il retrotreno ad assale rigido), con assale posteriore a semiassi oscillanti. Il molleggiamento era ancora affidato a balestre semiellittiche sia davanti che dietro, mentre lo smorzamento delle asperità era gestito da ammortizzatori idraulici telescopici. L'impianto frenante era di tipo idraulico: anche questa fu una novità rispetto alla P70, ancora con impianto frenante a cavo. Sulle quattro ruote erano montati freni a tamburo che andavano a rallentare i piccoli cerchi da 13 pollici. Lo sterzo era invece semplicemente a cremagliera.
Al suo debutto, la P50 montava un bicilindrico a due tempi raffreddato ad aria con cilindrata di 499 cm³ (alesaggio e corsa pari a 66x73 mm). Alimentato mediante un carburatore orizzontale BVF, questo motore era in grado di erogare una potenza massima di 18 CV, sufficienti per spingere il corpo vettura di appena 620 kg di peso, ad una velocità massima di 95 km/h. Il motore della P50 era fabbricato presso il FEW di Chemnitz, era di origine DKW ed anche in questo caso portava con sé una piccola novità, rappresentata proprio dal raffreddamento ad aria, una soluzione voluta per evitare di investire altro tempo e denaro in un circuito di raffreddamento specifico.
Il cambio, non sincronizzato, era del tipo manuale a 4 marce ed era fissato ad un telaietto ausiliario, a sua volta imbullonato alla piattaforma che fungeva da base per l'intera struttura. Anche in questo caso, come in tutte le precedenti produzioni DKW ed IFA, era presente un dispositivo di ruota libera.

### Evoluzione

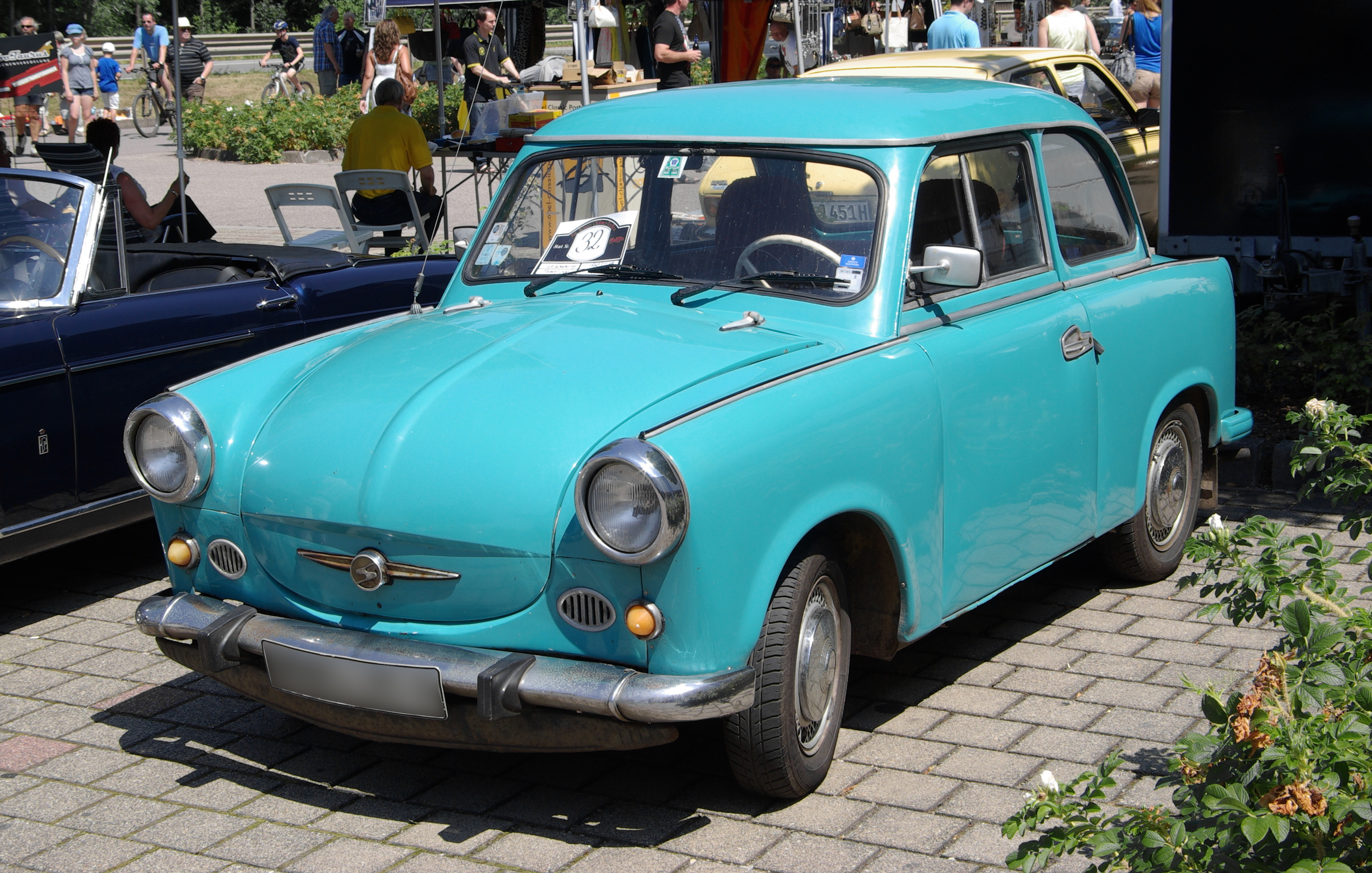
Una Trabant P50 con il nuovo stemma della Sachsenring adottato nel 1958

I primi movimenti attuati dalla AWZ nei confronti della neonata P50 non riguardarono la gamma in sé, ma le modalità di produzione. Fu infatti proprio in quello stesso novembre 1957, in cui nacquero i primi 50 esemplari di preserie, che una direttiva ministeriale annunciò la fusione tra Automobilwerk Zwickau e Sachsenring Kraftfahrzeug- und Motorenwerk Zwickau in un'unica realtà industriale denominata Sachsenring Automobilwerk Zwickau. Tale cambiamento, che sarebbe divenuto operativo solo a partire dal 1º maggio 1958 ebbe come scopo quello di ottimizzare la produzione della P50, per la quale si prevedeva un ampio successo. Tale processo di ottimizzazione prevedeva di suddividere la produzione della P50 in tre importanti sezioni assegnate a tre distinti stabilimenti:
- l'ex-impianto della Sachsenring Kraftfahrzeug- und Motorenwerk Zwickau (e tra l'altro anche ex-impianto Horch) fu adibito allo stampaggio delle parti in lamiera che costituiranno la scocca della Trabant, alla messa a punto delle parti meccaniche e ai telai;
- la ex-carrozzeria Schumann fu adibita alla lavorazione del Duroplast, ed alla realizzazione dei pannelli carrozzeria realizzati con tale materiale;
- l'ex-impianto AWZ (ed ex-stabilimento Audi) fu adibito principalmente all'assemblaggio finale, alla messa a punto degli esemplari finiti ed alla loro distribuzione, ma anche alla messa a punto di alcune parti meccaniche non comprese nei compiti assegnati all'ex-fabbrica Horch.

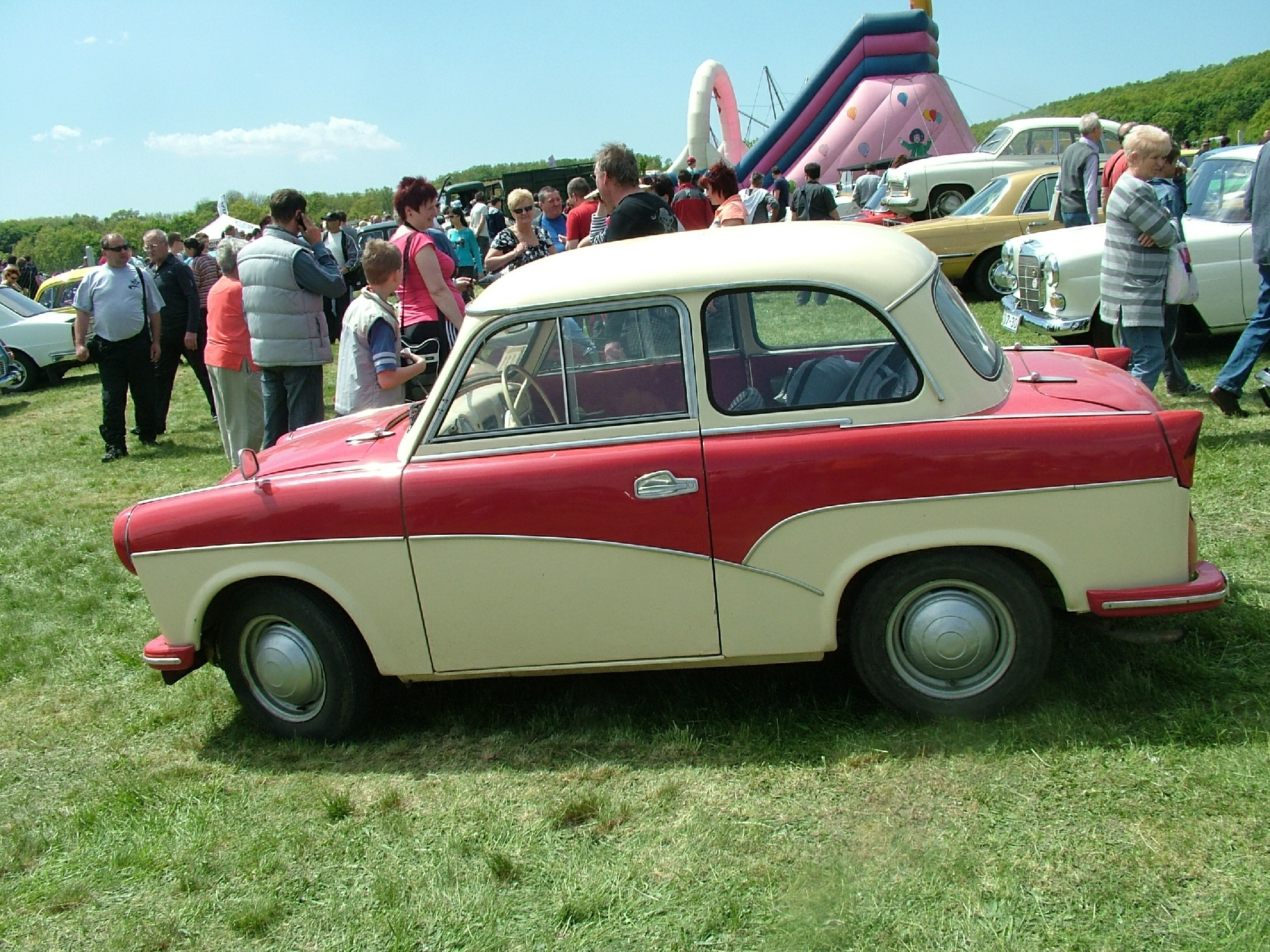
Una P50 nell'allestimento intermedio, con verniciatura bicolore e disegno "a onda" dello stacco fra un colore e l'altro

Perciò, vista la complessa ed ingente trasformazione e riorganizzazione del processo produttivo della P50, non deve stupire il fatto che vi furono dei grossi ritardi nel lancio commerciale della vettura, ma anche nella presentazione del modello al pubblico. Di fatto, il vero e proprio debutto della Trabant P50 si ebbe nell'autunno del 1958 (un anno dopo la produzione della preserie) al Salone di Lipsia, mentre la commercializzazione fu avviata finalmente nel gennaio del 1959. Va comunque detto che nel frattempo, durante la seconda metà del 1958, la produzione fu avviata, sebbene a ritmi piuttosto lenti. Già gli esemplari prodotti durante tale periodo adottarono il nuovo stemma con la S della Sachsenring.
Inizialmente si pensò di proporre la P50 in due varianti di allestimento, una di base ed una più ricca, ma cause di forza maggiore costrinsero la Sachsenring ad avviare la produzione solo nell'allestimento di base. Con tale allestimento, la P50 fu posta in vendita ad un prezzo di 7.450 DDM e rimase l'unica Trabant in listino fino al mese di giugno del 1959, quando la P70 fu tolta dai listini. A questo punto, la P50 vide la propria gamma espandersi con l'arrivo di tre nuove versioni. La prima andò a sostituire la precedente versione di base, da cui differì per l'allestimento più ricco e fu posta in vendita a 8.360 DDM. La seconda era invece caratterizzata tra l'altro dalla verniciatura bicolore con taglio "a onda" da un colore all'altro, taglio ottenuto mediante l'interposizione di una modanatura cromata. Infine la terza variante fu definita anche tricolore per via del fatto che possedeva una striscia aggiuntiva di colore scuro all'altezza del parafango posteriore. Con questi due allestimenti, la P50 fu venduta rispettivamente a prezzi di 8.440 e 8.470 DDM. L'arrivo della nuova gamma fu l'occasione per effettuare alcune lievi migliorie al motore, che ottenne un leggero miglioramento nell'erogazione del motore, la cui coppia massima passò da 40.7 a 42.2 Nm.

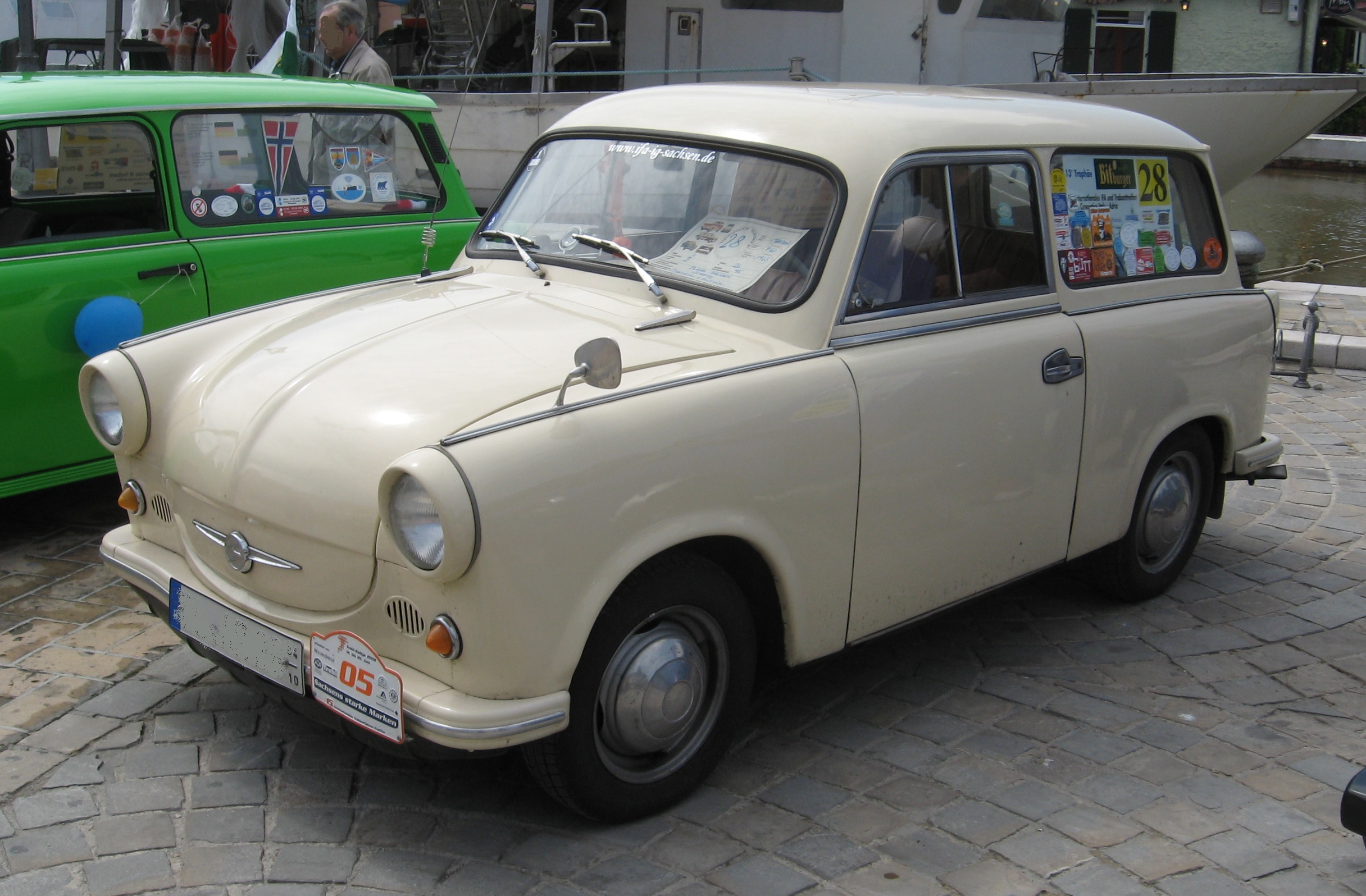
Una Trabant P50 Kombi

Le versioni tricolore e in tinta unita durarono poco in listino: alla fine del 1959 già lasciarono il listino. L'anno seguente il motore fu rivisitato e la potenza massima salì a 20 CV, mentre nel marzo del 1960 vi fu l'arrivo della versione Kombi, una piccola giardinetta su base P50. Una prima preserie fu già immessa nel mercato nell'autunno del 1959, ma la produzione vera e propria non sarebbe partita che a gennaio. La vettura era ovviamente caratterizzata da una più sviluppata zona posteriore, in cui il portellone dava accesso ad una zona di carico che, a schienale abbattuto, misurava ben 1.200 mm in lunghezza e 1.180 mm in larghezza. La P50 Kombi fu prodotta presso la carrozzeria Meerane ed i primi esemplari furono equipaggiati con il motore da 18 CV del 1959, quello con coppia leggermente innalzata. A partire dal mese di maggio, però, anche la Kombi beneficiò del più recente motore da 20 CV. Anche la versione Kombi, così come peraltro anche la berlina, incontrò un buon successo di vendite. Ve detto che il motore da 20 CV fu voluto dagli ingegneri di Chemnitz per toccare la soglia psicologica dei 100 km/h di velocità massima, ma che di fatto, nonostante vari tentativi, non si riuscì mai a raggiungere. Poiché con il motore da 20 CV si era ormai quasi alla meta prefissata, si ricorse anche ad un altro stratagemma, ossia l'allungamento del rapporto finale, in maniera tale da consentire un leggero allungo in più, anche se a scapito della ripresa. Perciò, la berlina da 20 CV riuscì finalmente a raggiungere i 100 km/h di velocità massima. Lo stesso non si poté dire della Kombi, penalizzata fin dall'origine da 40 kg in più a vuoto.

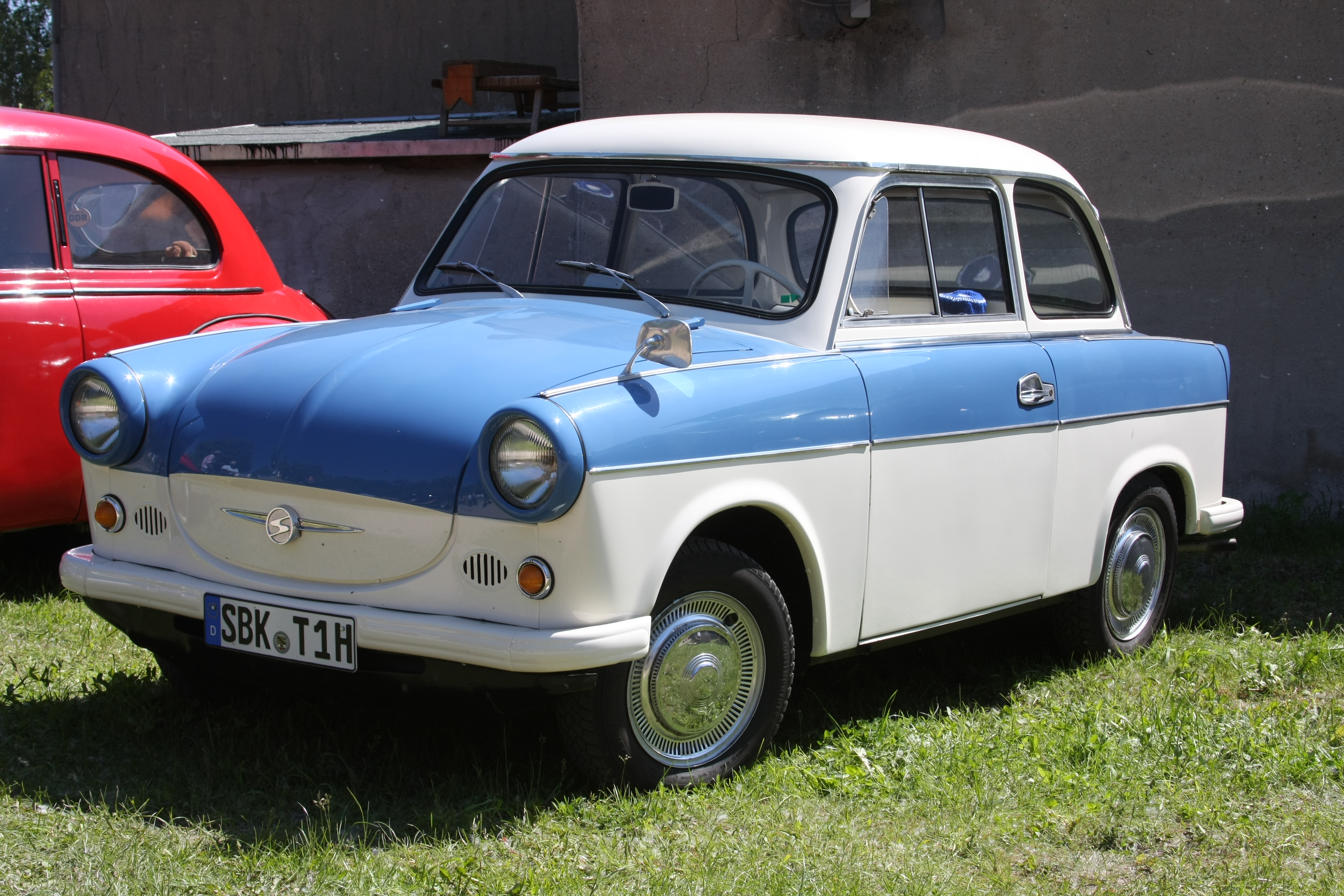
Una P50 con la livrea bicolore del 1962

Nella primavera del 1961 fu invece lanciata una nuova variante, ossia la versione furgonetta, destinata però unicamente ad alcuni mercati esteri e non a quello tedesco orientale. Nella seconda metà dello stesso anno, la berlina ricevette una nuova verniciatura bicolore, stavolta di tipo più convenzionale, con stacco orizzontale fra un colore e l'altro.
Dal 1º aprile 1962, gli ultimi esemplari di P50 ricevettero un nuovo cambio a 4 marce, stavolta completamente sincronizzato, ma anche nuovi aggiornamenti al motore, che ricevette un nuovo volano ed un nuovo albero a gomiti. La produzione della P50 cessò nell'ottobre del 1962 dopo 131.450 esemplari costruiti. Ma già nel corso dell'estate 1962 fu sviluppato un nuovo motore da 599 cm³, destinato ad equipaggiare la successiva Trabant P60, la quale entrò regolarmente in produzione proprio nel mese di ottobre. Poiché la Trabant P60 venne indicata anche come Trabant 600, per distinguerla dalla P50 spesso si indica quest'ultima come Trabant 500. La produzione di 131.435 esemplari comprende anche gli 11.648 esemplari di P50 Kombi.

### Scheda tecnica
| Modello                            | Trabant P50 (o Trabant 500)                                                                                      | Trabant P50 (o Trabant 500)                                                                                      | Trabant P50 (o Trabant 500)                                                                                      | Trabant P50 (o Trabant 500)                                                                                      | Trabant P50 (o Trabant 500)                                                                                      |
| ---------------------------------- | --- | --- | --- | --- | --- |
| Varianti di carrozzeria            | Berlina 3 volumi 2 porte                                                                                         | Berlina 3 volumi 2 porte                                                                                         | Berlina 3 volumi 2 porte                                                                                         | Giardinetta | Giardinetta |
| Anni di produzione                 | 11/1957-05/1959                                                                                                  | 06/1959-12/1959                                                                                                  | 01/1960-10/1962                                                                                                  | 03/1960-05/1960                                                                                                  | 05/1960-10/1962                                                                                                  |
| Esemplari prodotti                 | 119.787 | 119.787 | 119.787 | 11.648 | 11.648 |
| Prezzi al debutto in DDM           | fra i 7.450 DDM per una delle primissime berline di base e gli 8.470 per una berlina "tricolore"                 | fra i 7.450 DDM per una delle primissime berline di base e gli 8.470 per una berlina "tricolore"                 | fra i 7.450 DDM per una delle primissime berline di base e gli 8.470 per una berlina "tricolore"                 | fra i 7.450 DDM per una delle primissime berline di base e gli 8.470 per una berlina "tricolore"                 | fra i 7.450 DDM per una delle primissime berline di base e gli 8.470 per una berlina "tricolore"                 |
| Tipologia motore                   | A due tempi, di origine DKW e raffreddato ad aria                                                                | A due tempi, di origine DKW e raffreddato ad aria                                                                | A due tempi, di origine DKW e raffreddato ad aria                                                                | A due tempi, di origine DKW e raffreddato ad aria                                                                | A due tempi, di origine DKW e raffreddato ad aria                                                                |
| Sigla motore                       | P50 | P50/Z | P50/1 | P50/Z | P50/1 |
| Posizione                          | Anteriore trasversale                                                                                            | Anteriore trasversale                                                                                            | Anteriore trasversale                                                                                            | Anteriore trasversale                                                                                            | Anteriore trasversale                                                                                            |
| Numero e disposizione dei cilindri | Due cilindri in linea                                                                                            | Due cilindri in linea                                                                                            | Due cilindri in linea                                                                                            | Due cilindri in linea                                                                                            | Due cilindri in linea                                                                                            |
| Cilindrata (cm³)                   | 499 | 499 | 499 | 499 | 499 |
| Alesaggio e corsa (mm)             | 66 x 73 | 66 x 73 | 66 x 73 | 66 x 73 | 66 x 73 |
| Alimentazione                      | Un carburatore orizzontale BVF                                                                                   | Un carburatore orizzontale BVF                                                                                   | Un carburatore orizzontale BVF                                                                                   | Un carburatore orizzontale BVF                                                                                   | Un carburatore orizzontale BVF                                                                                   |
| Rapporto di compressione           | 6.6:1 | 6.8:1 | 7.2:1 | 6.8:1 | 7.2:1 |
| Potenza massima (CV/rpm)           | 18/3900 | 18/3900 | 20/3900 | 18/3900 | 20/3900 |
| Coppia massima (Nm/rpm)            | 40.7/2750 | 42.2/2750 | 44.1/2750 | 42.2/2750 | 44.1/2750 |
| Trazione                           | Anteriore | Anteriore | Anteriore | Anteriore | Anteriore |
| Cambio                             | Manuale a 4 marce non sincronizzato (sincronizzato a partire dall'aprile 1962) e dispositivo di ruota libera     | Manuale a 4 marce non sincronizzato (sincronizzato a partire dall'aprile 1962) e dispositivo di ruota libera     | Manuale a 4 marce non sincronizzato (sincronizzato a partire dall'aprile 1962) e dispositivo di ruota libera     | Manuale a 4 marce non sincronizzato (sincronizzato a partire dall'aprile 1962) e dispositivo di ruota libera     | Manuale a 4 marce non sincronizzato (sincronizzato a partire dall'aprile 1962) e dispositivo di ruota libera     |
| Frizione                           | Monodisco a secco                                                                                                | Monodisco a secco                                                                                                | Monodisco a secco                                                                                                | Monodisco a secco                                                                                                | Monodisco a secco                                                                                                |
| Struttura                          | Pianale a piattaforma in acciaio con scocca imbullonata, sempre in acciaio, e pannelli carrozzeria in Duroplast  | Pianale a piattaforma in acciaio con scocca imbullonata, sempre in acciaio, e pannelli carrozzeria in Duroplast  | Pianale a piattaforma in acciaio con scocca imbullonata, sempre in acciaio, e pannelli carrozzeria in Duroplast  | Pianale a piattaforma in acciaio con scocca imbullonata, sempre in acciaio, e pannelli carrozzeria in Duroplast  | Pianale a piattaforma in acciaio con scocca imbullonata, sempre in acciaio, e pannelli carrozzeria in Duroplast  |
| Sospensioni ant.                   | A ruote indipendenti con triangoli, balestra trasversale e ammortizzatori idraulici telescopici a doppio effetto | A ruote indipendenti con triangoli, balestra trasversale e ammortizzatori idraulici telescopici a doppio effetto | A ruote indipendenti con triangoli, balestra trasversale e ammortizzatori idraulici telescopici a doppio effetto | A ruote indipendenti con triangoli, balestra trasversale e ammortizzatori idraulici telescopici a doppio effetto | A ruote indipendenti con triangoli, balestra trasversale e ammortizzatori idraulici telescopici a doppio effetto |
| Sospensioni post.                  | A ruote indipendenti con assale oscillante , balestra trasversale e ammortizzatori idraulici telescopici         | A ruote indipendenti con assale oscillante , balestra trasversale e ammortizzatori idraulici telescopici         | A ruote indipendenti con assale oscillante , balestra trasversale e ammortizzatori idraulici telescopici         | A ruote indipendenti con assale oscillante , balestra trasversale e ammortizzatori idraulici telescopici         | A ruote indipendenti con assale oscillante , balestra trasversale e ammortizzatori idraulici telescopici         |
| Impianto frenante                  | Idraulico, freni a tamburo sulle quattro ruote                                                                   | Idraulico, freni a tamburo sulle quattro ruote                                                                   | Idraulico, freni a tamburo sulle quattro ruote                                                                   | Idraulico, freni a tamburo sulle quattro ruote                                                                   | Idraulico, freni a tamburo sulle quattro ruote                                                                   |
| Pneumatici                         | 5.20-13 | 5.20-13 | 5.20-13 | 5.20-13 | 5.20-13 |
| Massa in ordine di marcia          | 620 | 620 | 620 | 660 | 660 |
| Serbatoio                          | 24 litri | 24 litri | 24 litri | 24 litri | 24 litri |
| Velocità massima                   | 95 | 95 | 100 | 95 | 95 |
| Accelerazione 0–100 km/h           | 30 secondi | 30 secondi | 30 secondi | 30 secondi | 30 secondi |